# Barbara Schenker
Barbara Schenker (* 2. Juli 1966 in Sarstedt; † 13. April 2023) war eine deutsche Rock-Keyboarderin, Gitarristin und Songwriterin.

## Leben
Barbara Schenker ist die jüngere Schwester von Rudolf Schenker und Michael Schenker.
Von 1980 bis 1982 war sie Keyboarderin der Hardrock-Band Viva aus Hannover, mit der sie die Alben Born To Rock (1980), What The Hell Is Going On! (1981) und Dealers Of The Night (1982) aufnahm. Die schrieb die meisten Songs der Band. 1984 wurde sie im Metal Hammer zur besten nationalen Keyboarderin gewählt. Von 1986 bis 1988 war sie bei der Band Rosy Vista.
Im Juni 2007 schloss sie sich erneut Viva an. Um 2009 gründete sie die Gruppe SchenkersSister.

## Auszeichnungen
- 1984: beste nationale Keyboarderin von Metal Hammer[4]

## Diskografie
- 1980: Born to Rock
- 1981: What the Hell Is Going on
- 1982: Dealers of the Night